# Nederlands-Israëlitisch Kerkgenootschap
Het Nederlands Israëlitisch Kerkgenootschap (Hebreeuws: איגוד הקהילות היהודיות בהולנד) ofwel NIK is de overkoepelende organisatie van Joodse Gemeenten. Deze organisatie is te typeren als Asjkenazisch/Hoogduits, traditioneel of orthodox-joods. 
Het NIK werd in 1814 opgericht op instigatie van koning Willem I, als dakverband boven de al bestaande, en later nog op te richten Joodse Gemeenten. Daarnaast bestond en bestaat er het Portugees-Israëlietisch Kerkgenootschap, dat niet Asjkenazisch/Hoogduits maar Sefardisch/Portugees is. Opperrabbijn Joseph Hirsch Dünner van Amsterdam was de architect van deze Nederlands-Joodse identiteit.
Zelf omschrijft de organisatie haar ideologie sinds 1994 als volgt: 
Het NIK is gebaseerd op TORA, TRADITIE en TOLERANTIE. Het NIK is TORA-getrouw. Het vat TRADITIE op als Tora im Derech Erets, het onder deelneming aan het leven in de hedendaagse maatschappij beleven van het jodendom overeenkomstig de halacha. TOLERANTIE houdt in oprechte verdraagzaamheid jegens andersdenkenden. Het NIK streeft een organisatie na waarin iedere Jood, die op basis van de halacha tot het Joodse volk behoort, onafhankelijk of hij volledig of in mindere mate godsdienstige voorschriften nakomt, gelijke rechten heeft en zich thuis kan voelen.
Alle synagogen die aan het NIK verbonden zijn, respecteren in hun gebedsdiensten de regels van de halacha met betrekking tot onder andere de scheiding tussen mannen en vrouwen in de gebedsdienst. Weliswaar kunnen alleen halachisch joodse personen lid worden van aan het NIK verbonden Joodse Gemeenten, maar verreweg de meeste leden houden in hun persoonlijk dagelijks leven de halacha niet als leidraad. Daarin bestaat een aanzienlijk onderscheid tussen de leden in de verschillende gemeenten.
Het NIK is opgebouwd als overkoepelende landelijke organisatie waarvan tientallen Joodse Gemeenten onderdeel zijn. Daarvoor verzorgt het NIK uiteenlopende diensten waaronder op het gebied van onderwijsmateriaal, gebedenboeken en andere literatuur.
De NIK-rabbijn is Raphael Evers. Naast hem werken nog circa twintig rabbijnen direct of indirect voor het NIK. Raphael Evers vertegenwoordigt het NIK naar buiten toe in de pers en naar de overheid.
Het NIK is, samen met de grotere Joodse Gemeenten die onder het NIK vallen, verantwoordelijk voor zaken zoals kasjroetcontrole, mikwe's (rituele baden), begraafplaatsen, het landelijk coördineren door de rabbijnen van overgang (toetreding) tot het jodendom, de verzorging van joods onderwijs en de vervaardiging van onderwijsmateriaal, de publicatie van gebedenboeken in het Hebreeuws en Nederlands en van andere boeken over het jodendom in het relatief kleine Nederlandse taalgebied.

## Wapen

In 1817 werd een heraldisch wapen verleend aan het genootschap. De beschrijving daarvan luidt: "Een gouden gekroonde leeuw op een rood veld, in de ene klauw voerend een bundel pijlen en de andere klauw vasthoudend een hemelsblauw schild met daarop in wit de davidster." Dit wapen werd in 2013 met instemming van de Hoge Raad van Adel ter gelegenheid van het tweehonderdjarig bestaan in 2014 opnieuw uitgevoerd door Piet Bultsma. Boven het schild het kleine Nederlandse Rijkswapen.